# Natuna Besar
La isla Natuna Besar (o Gran Natuna, también isla Bunguran, o la isla de Natuna) (en indonesio: Pulau Natuna Besar) es la isla principal del archipiélago de Natuna, así como de las Islas Natuna, que forman parte de la provincia de islas Riau, en Indonesia. El archipiélago Natuna es uno de los grupos de islas más al norte de Indonesia. El área de Natuna Besar es de 1720 km².
La isla de Bunguran es el hogar de tres especies de primates no humanos: el loris lento (Nycticebus coucang), el macaco de cola larga (Macaca fascicularis), y el endémico mono de la hoja Natuna (alias Natuna surili pálido morado, Presbytis natunae).
Entre la herpetofauna cabe destacar los siguientes endemismos: Cyrtodactylus hikidai, Cyrtodactylus rosichonariefi, Cnemaspis mumpuniae, Cnemaspis sundainsula, Kalophrynus bunguranus y Leptobrachella natunae.
Otras islas del archipiélago Natuna son las Natuna del Sur.